# Lyman K. Bass

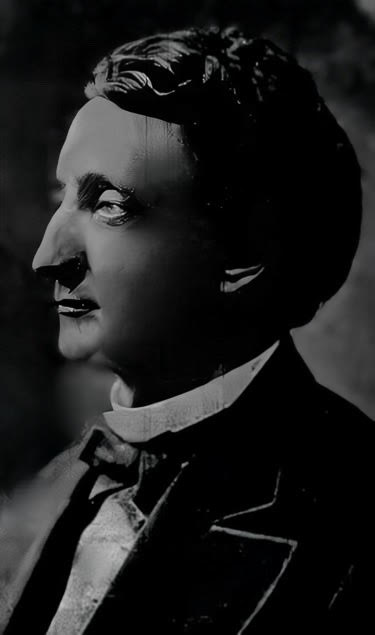

Lyman Kidder Bass (* 13. November 1836 in Alden, Erie County, New York; † 11. Mai 1889 in New York City) war ein US-amerikanischer Politiker. Zwischen 1873 und 1877 vertrat er den Bundesstaat New York im US-Repräsentantenhaus.

## Werdegang
Lyman Bass besuchte die öffentlichen Schulen seiner Heimat. Im Jahr 1856 absolvierte er das Union College in Schenectady. Nach einem anschließenden Jurastudium und seiner 1858 erfolgten Zulassung als Rechtsanwalt begann er in Buffalo in diesem Beruf zu arbeiten. Zwischen 1865 und 1872 war er Bezirksstaatsanwalt im Erie County. Gleichzeitig schlug er als Mitglied der Republikanischen Partei eine politische Laufbahn ein. Im Jahr 1870 kandidierte er noch erfolglos für den Kongress.
Bei den Kongresswahlen des Jahres 1872 wurde Bass dann aber im 31. Wahlbezirk von New York in das US-Repräsentantenhaus in Washington, D.C. gewählt, wo er am 4. März 1873 die Nachfolge von Walter L. Sessions antrat. Nach einer Wiederwahl im 32. Distrikt seines Staates konnte er bis zum 3. März 1877 zwei Legislaturperioden im Kongress absolvieren. Im Jahr 1876 verzichtete er aus gesundheitlichen Gründen auf eine weitere Kandidatur. Nach dem Ende seiner Zeit im US-Repräsentantenhaus praktizierte Bass ab 1877 in Colorado Springs im Staat Colorado als Anwalt. Zwischen 1878 und 1884 war er auch als Berater für die Denver and Rio Grande Railroad tätig. Er starb am 11. Mai 1889 während eines Besuchs in New York City.